# Cell Reports
Cell Reports — це рецензований науковий журнал, який публікує дослідницькі статті з широкого кола дисциплін у межах наук про життя. Журнал був заснований у 2012 році та є першим журналом із відкритим доступом, опублікованим Cell Press (Elsevier).

## Цілі та сфера застосування
Місія Cell Reports полягає в тому, щоб зробити передові дослідження та методології в різних дисциплінах доступними для широкої аудиторії.
Cell Reports публікує високоякісні дослідження в галузі наук про життя. Основним критерієм для публікації в Cell Reports є нові біологічні знання. Типи статей, які публікують в журналі:
- Доповіді — це короткі, однопунктні статті;
- Дослідницькі статті — є довшим форматом для роботи з глибшим механістичним розумінням;
- Ресурси — висвітлюють значні технічні досягнення або основні інформаційні набори даних, які використовуються для демонстрації біологічного прогресу.

Також редакцією вітаються огляди останньої літератури в нових та активних галузях.

## Реферування та індексування
Наразі журнал індексується в PubMed, MEDLINE, Web of Science: Science Citation Index Expanded і Scopus.
Імпакт-фактор журналу на 2020 рік становить 9,995.

## Піджурнали
Cell Reports утворює сімейство журналів, куди також входять Cell Reports Medicine, Cell Reports Methods і Cell Reports Physical Science.